# Ascia
Ascia es un género monotípico de mariposas de la familia Pieridae en la que los sexos difieren en que la hembra puede ser blanca o de color oscuro. Su única especie: Ascia monuste, se encuentra en la costa del Océano Atlántico en los Estados Unidos, y se expande al sur a lo largo de América tropical hasta  Argentina. Migran a lo largo de la costa sureste de los Estados Unidos, y se alejan hasta Maryland, Kansas y Colorado.

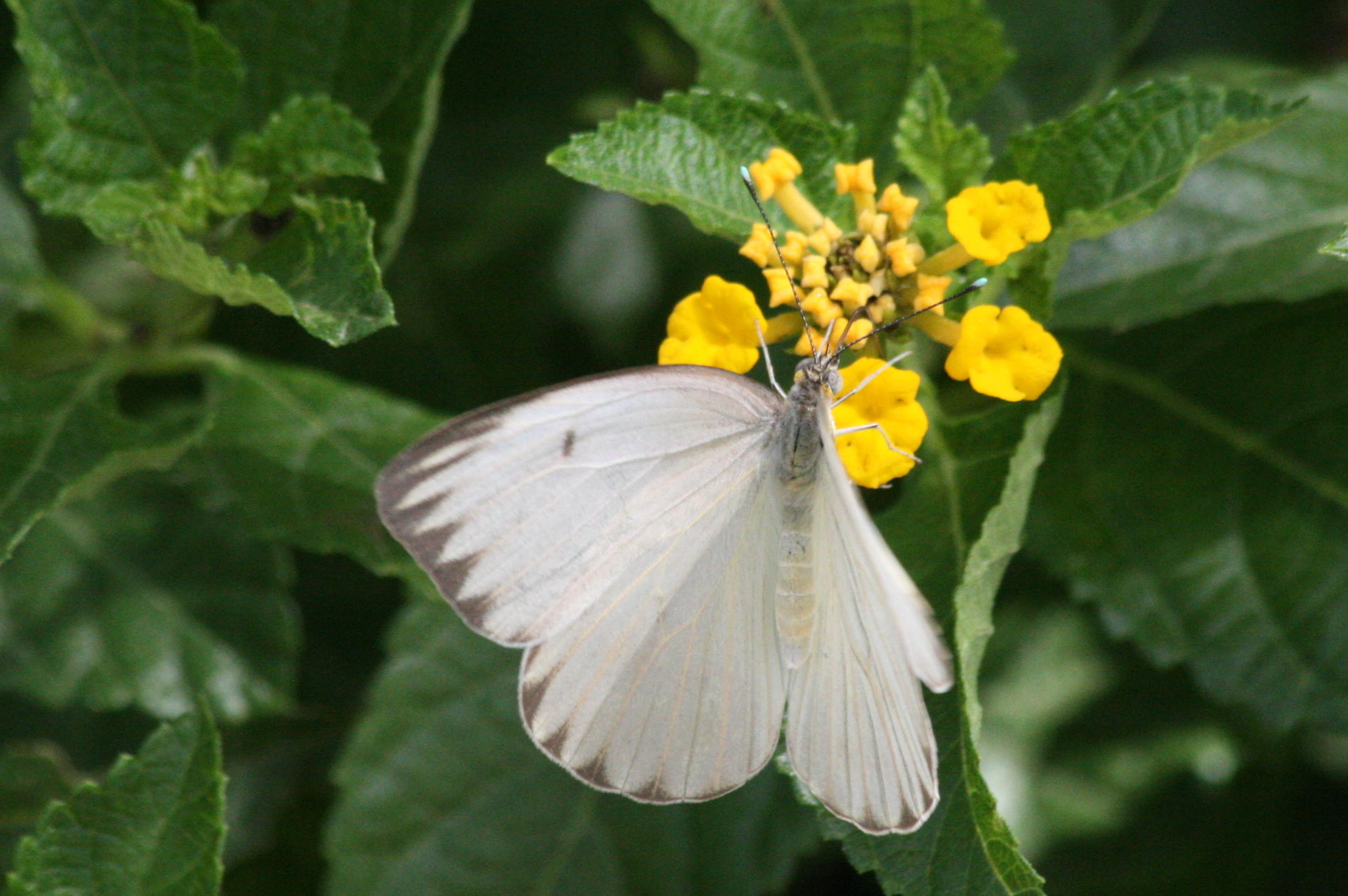
Hembra

## Descripción
Tienen una envergadura de 63-86 mm. Los adultos están en vuelo durante todo el año en el sur de Texas, Florida y a lo largo de la costa del Golfo.
Ascia monuste es un ejemplo de las especies migratorias que se mueve en una dirección dentro de su vida útil y no vuelven. Se reproducen en Florida, pero a veces migran a lo largo de la costa hasta 160 kilómetros para reproducirse en las zonas más adecuadas.
Las larvas se alimentan de especies de Brassicaceae (incluyendo Cakile maritima, la col y el rábano cultivado, especies de Lepidium) y plantas de la familia Capparidaceae
, incluyendo Nasturtium. Los adultos se alimentan del néctar de diversas flores como la barrilla, la lantana y la verbena. Se trata de una plaga esporádica de verduras crucíferas en el sur de Texas.

## Subespecies
- Ascia monuste monuste (southern USA to Surinam)
- Ascia monuste phileta
- Ascia monuste virginia (West Indies, St. Vincent)
- Ascia monuste eubotea (Cuba)
- Ascia monuste orseis (Brasil, Argentina)
- Ascia monuste suasa (Perú)
- Ascia monuste automate (Argentina)
- Ascia monuste raza (Baja California Sur)